# Roneeka Hodges
Roneeka Rayshell Hodges (ur. 19 lipca 1982 w Nowym Orleanie) – amerykańska koszykarka, grająca na pozycjach rozgrywającej, rzucającej lub niskiej skrzydłowej, po zakończeniu kariery zawodniczej trenerka koszykarska, obecnie asystentka trenerki New York Liberty.
Ma czworo rodzeństwa, w tym siostrę bliźniaczkę Doneekę, która także występowała w WNBA.
W lutym 2010 została zawodniczką Lotosu Gdynia, w sezonie 2005/2006 grała tam jej siostra bliźniaczka.
16 marca 2022 została asystentką trenerki New York Liberty.

## Osiągnięcia
Na podstawie, o ile nie zaznaczono inaczej.

### NCAA
- Uczestniczka rozgrywek:
  - Elite 8 turnieju NCAA (2003)
  - II rundy turnieju NCAA (2003, 2005)
  - turnieju NCAA (2001–2003, 2005)
  - meczu gwiazd Women’s Basketball Coaches Association (WBCA) All-Star Challenge (2005)
- Mistrzyni turnieju konferencji Atlantic Coast (ACC - 2005)
- Zaliczona do I składu:
  - Kodak Region II All-American (2005)
  - ACC (2005)[6]
  - najlepszych pierwszorocznych zawodniczek - honorable mention Freshman All-America (2001 przez WomensCollegeHoops.com)

### Drużynowe
- Mistrzyni Polski (2010)
- Wicemistrzyni:
  - Brazylii (2013)
  - Libanu (2018)
- Zdobywczyni:
  - pucharu:
    - WABA (2018)
    - Mistrzów Bliskiego Wschodu (2018)
    - Polski (2010)
    - Węgier (2016)
    - Libanu (2018)

  - superpucharu Hiszpanii (2013)

### Indywidualne
(* - nagrody przyznane przez portal eurobasket.com, latinbasket.com)
- MVP superpucharu Hiszpanii (2012)
- Zaliczona do*:
  - II składu ligi:
    - hiszpańskiej (2008)
    - brazylijskiej (2009)

  - składu honorable mention ligi:
    - hiszpańskiej (2009)
    - brazylijskiej (2014)
    - południowokoreańskiej (2015)
- Uczestniczka meczu gwiazd ligi:
  - południowokoreańskiej (2015)
  - libańskiej (2018)
- Liderki strzelczyń hiszpańskiej ligi LFB (2008, 2017)

### Reprezentacja
- Wicemistrzyni igrzysk panamerykańskich (2003)